# Robert Frickx
Robert Frickx, né le 21 janvier 1927 à Molenbeek-Saint-Jean (Bruxelles) et mort à Céroux-Mousty (Brabant wallon) le 6 février 1998, plus connu sous son nom de plume Robert Montal, est un historien belge de la littérature et un écrivain de langue française. L'un de ses livres sur Arthur Rimbaud reste une référence, souvent discutée. 

## Publications

### Œuvres littéraires
- Les Mains du fleuve, 1946
- Le Passage sans importance, 1947
- Chansons des jours inquiets, 1948
- La Boîte à musique, 1950
- Le Moindre Mal, 1951
- Poèmes du temps et de la mort, 1959
- Patience de l'été, 1965
- Un royaume en Brabant, 1969
- La Traque, 1970
- La Courte Paille, 1974
- L'Invitation, 1975
- Topiques, 1978
- Le Bon Sommeil, 1980
- Une mesure pour rien, 1994
- L'Orme tremblé, 1994

### Essais
- L'Adolescent Rimbaud, 1954
- Un Prince d’Aquitaine ou La Vie tragique de Gérard de Nerval, 1965, Bruxelles, La Renaissance du Livre, 152 p.
- Sylvie, 1967
- Rimbaud, 1968 (ouvrage qui s'est intéressé particulièrement à l'homosexualité de l'adolescent Rimbaud).
- Lautréamont, 1973
- La Littérature belge d’expression française, 1973 (en collaboration avec Robert Burniaux)
- Ionesco, 1974
- Suite nervalienne, 1987
- Lettres françaises de Belgique, 1988 (trois volumes, en collaboration avec Raymond Trousson)
- Franz Hellens ou Le Temps dépassé, 1992